# Jasmon
Jasmon ist eine chemische Verbindung aus der Stoffgruppe der Cyclopentenone, Sie ist ein wesentlicher Bestandteil des Duftstoffs der Jasminblüten, der bereits von den Römern zur Parfümherstellung verwendet wurde. 

## Entdeckung
Die Konstitution von natürlichem Jasmon wurde 1933 unabhängig voneinander sowohl von Leopold Ružička als auch in einer Veröffentlichung des wissenschaftlichen Labors der Firma Heine & Co. beschrieben und mit einer 1935 publizierten Synthese bestätigt. 1952 konnte der Beleg erbracht werden, dass es sich bei dem natürlich vorkommenden Jasmon um das cis-Isomer handelt.

## Isomerie
Aufgrund der in Jasmon enthaltenen Doppelbindung existieren zwei Isomere, cis- und trans-Jasmon, de unterschiedliche physikalische Eigenschaften haben. In der Natur kommt von allen Dingen cis-Jasmon vor. trans-Jasmon kann als Begleitstoff zum natürlich vorkommenden cis-Isomer auftreten und kann insbesondere in synthetisch hergestelltem Jasmon als Bestandteil vorliegen.
| Isomere von Jasmon |                       |              |
| Name               | cis-Jasmon            | trans-Jasmon |
| Andere Namen       | (Z)-Jasmon            | (E)-Jasmon   |
| Strukturformel     |                       |              |
| CAS-Nummer         | 488-10-8              | 6261-18-3    |
| EG-Nummer          | 207-668-4             | 228-410-7    |
| ECHA-Infocard      | 100.006.972           | 100.025.828  |
| PubChem            | 1549018               | 1549019      |
| PubChem            | 10261 (EZ)-Jasmon     |              |
| Wikidata           | Q418077               | Q27160475    |
| Wikidata           | Q65952186 (EZ)-Jasmon |              |
| FL-Nummer          | 07.094                | 07.219       |
| FEMA-Nummer        | 3196                  | 3196         |

## Vorkommen

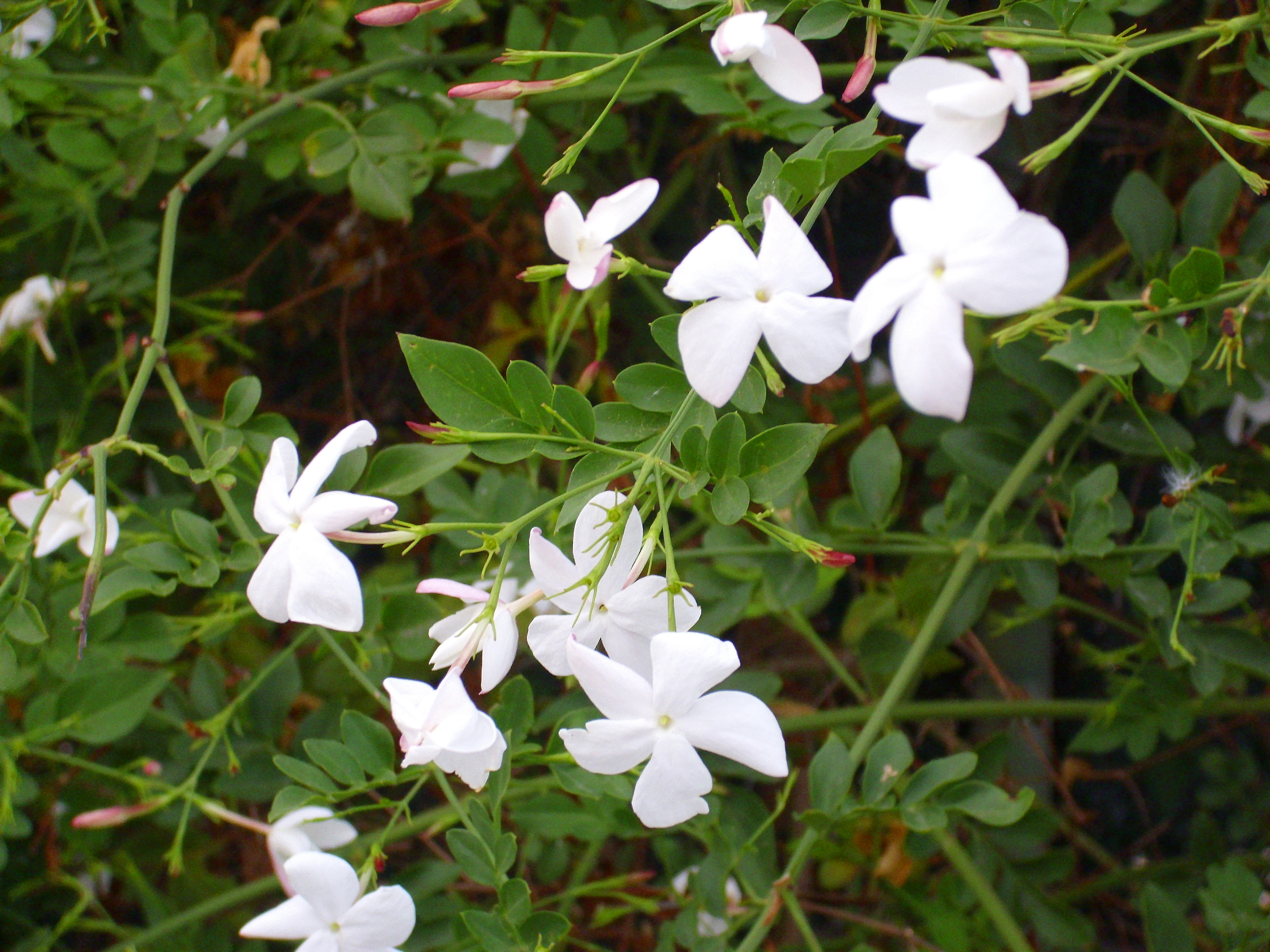
Jasmin, dass natürliche Vorkommen von cis-Jasmon

cis-Jasmon kommt in den Blüten von Jasmin vor. Die Verbindung kann auch in Tagetes(Tagetes lucida), Gemeiner Schafgarbe, Tee, im Japanischem Geißblatt, Wasserminze, Rossminze, Grüner Minze, Arabischem Bergkraut, dem Currybaum, im amerikanischen, russischen, italienischen und bulgarischen, jedoch nicht im japanischen Pfefferminzöl nachgewiesen werden. Trans-Jasmon wurde in Grüner Minze gefunden.

## Darstellung
Als Ausgangsmaterial für die erste Synthese von Jasmon wurde cis-3-Hexenol 1  aus dem japanischen Pfefferminzöl verwendet. Dieses wird über die Zwischenstufen cis-3-Hexenbromid, cis-3-Hexennitril und cis-3-Hexencarbonsäure in das cis-3-Hexencarbonsäurechlorid 2 überführt. Das Säurechlorid wird an der Doppelbindung und benachbart zur Chlorcarbonylgruppe bromiert und mit Ethanol in den Tribromethylester 3 überführt. Die Umsetzung von 3 mit Lävulinsäureethylester 4 in Benzol und mit Iod aktiviertem Zink in einer Reformatzki-Reaktion ergibt das Lacton 5, wobei gleichzeitig durch eine Debromierung die Doppelbindung in der Seitenkette zurückgebildet wird. Das Lacton wird zunächst mit Chlorwasserstoff in Ethanol und das Reaktionsprodukt anschließend mit Natrium in Xylol umgesetzt. Nach dem Erhitzen mit 20%iger Schwefelsäure erhält man ein Rohprodukt, das man als Semicarbazon durch Umkristallisieren  gereinigt wird und aus dem mit 10%iger Schwefelsäure das cis-Jasmon 6 freigesetzt werden kann.

## Biologische Bedeutung
Bei Pflanzen ist cis-Jasmon in die Abwehrstrategie gegen Insekten einbezogen. Es wird freigesetzt, falls Insekten die Pflanzen befallen. So lockt es Fraßfeinde der Insekten (z. B. der Blattläuse) an. Gleichzeitig soll die Verbindung die Fruchtbarkeit der Insekten stören.